# Paul Raabe
Paul Raabe (n. 21 februarie 1927, Oldenburg, Germania – d. 5 iulie 2013, Wolfenbüttel, Saxonia Inferioară, Germania) a fost un cercetător literar și bibliotecar german, care a fost director al Bibliotecii Herzog August din Wolfenbüttel (1968-1992), o bibliotecă de importanță internațională pentru colecțiile sale ce datează din Evul Mediu și de la începutul perioadei moderne. El a fost considerat de Frankfurter Allgemeine Zeitung „cel mai cunoscut bibliotecar al Germaniei”.

## Biografie
După obținerea diplomei de bibliotecar acordate de Bibliotecii de stat din Oldenburg și absolvirea studiilor de istorie și germanistică la Hamburg, a lucrat între anii 1958-1968 ca director al bibliotecii Deutsches Literaturarchiv Marbach, înainte de a prelua în 1968 conducerea Bibliotecii Herzog August din Wolfenbüttel. El a început să extindă și să transforme biblioteca, care în secolul al XVII-lea a fost cea mai mare din Europa, într-un centru modern de studii și cercetări recunoscut pe plan internațional. Printre altele, au fost înființate un program de cercetare, un departament editorial și un program pentru studenți. Treptat, au fost incluse și alte clădiri în bibliotecă, rezultând un centru de biblioteci.
În calitate de bibliotecar la Wolfenbüttel Paul Raabe a fost succesor al lui Gottfried Wilhelm Leibniz și Gotthold Ephraim Lessing. În 1987 a fost distins cu titlul de doctor honoris causa al Universității Jagiellone din Cracovia și al Universității Tehnice din Braunschweig. În 1991 a obținut titlul de cetățean de onoare al orașului Wolfenbüttel.
Din 1992 până în 2000 Paul Raabe a fost director al Fundației Francke din Halle (Saale), membru al Consiliului de administrație al Klassik Stiftung Weimar  și al Consiliului de administrație al Weimar '99.
În februarie 1997 a obținut un doctorat onorific de la Universitatea Martin Luther din Halle-Wittenberg, iar la 21 februarie 2002 a devenit cetățean de onoare al orașului Halle (Saale).
Raabe a publicat numeroase lucrări de istorie literară, despre biblioteci și surse bibliografice, despre literatura expresionismului, a iluminismului și a Weimarului clasic. Colecțiile sale științifice au fost lăsate moștenire Bibliotecii de stat din Oldenburg.
Paul Raabe a fost căsătorit cu Mechthild Raabe, sora scriitorului Hans Egon Holthusen. El a avut patru copii, printre care Catherine, redactor de literatură est-europeană la Suhrkamp Verlag din Berlin, și Christiane, director al Bibliotecii Internaționale pentru Tineret din München. Sora lui, Elisabeth Raabe, este cercetător literar și editor.
Paul Raabe a murit pe 5 iulie 2013, în Wolfenbüttel, în urma unui accident vascular cerebral.

## Premii și onoruri
- 1975: membru corespondent al Academiei de Științe din Göttingen[15]
- 1987: membru cu drepturi depline al Societății de Știinnțe din Braunschweig
- 1991: Premiul Saxoniei Inferioare
- 1992: Marea Cruce de merit a Ordinului de Merit al Saxoniei Inferioare
- 1997: Mare Cruce Federală de Merit cu stea
- 1997: Medalia landului Saxonia Inferioară
- 1999: Inelul Karl Friedrich Schinkel al Comitetului Național German pentru protecția monumentelor
- 2001: Premiul Asociației Federale a Fundațiilor Germane
- 2001: Premiul Max-Herrmann
- 2001: Ordinul de Merit Saxon al landului Saxonia
- 2005: Ordinul de Merit al Turingiei
- 2006: Medalia Karl-Preusker
- 2007: Ordinul de merit al landului Saxonia-Anhalt
- 2007: Premiul unic al Centrului Federal pentru Educație Civică
- 2007: Premiul Weimar[16] (Un an mai târziu, el a declarat că va returna acest premiu, motivându-și decizia prin scandalul creat de vânzarea casei lui Charlotte von Stein către antreprenorul și colecționarul de artă spaniol Joan Xavier Bofill, care voia să expună acolo colecția Dalí.)
- 2008: medalia de onoare a Zeit-Stiftung Ebelin und Gerd Bucerius
- 2012: membru de onoare al Societății cultural-politice
- 2013: Medalia Leibniz a Academiei de Științe de la Berlin-Brandenburg

## Lucrări (selecție)
- Einführung in die Bücherkunde zur deutschen Literaturwissenschaft. Metzler: Stuttgart 1961
- Quellenkunde zur neueren deutschen Literaturgeschichte. Metzler: Stuttgart 1962. VIII+144 S.
- Die Briefe Hölderlins – Studien zur Entwicklung und Persönlichkeit des Dichters. Stuttgart: Metzler 1963. X+326 S.
- Die Zeitschriften und Sammlungen des literarischen Expressionismus. Repertorium der Zeitschriften, Jahrbücher, Anthologien, Sammelwerke, Schriftenreihen und Almanache 1910–1921. Stuttgart: Metzler 1964. 14+263 S.
- Franz Kafka: „Sämtliche Erzählungen“. Fischer-Taschenbuch-Verlag, Frankfurt am Main 1970, ISBN 3-596-21078-X (ca editor)
- Bücherlust und Lesefreuden. Beiträge zur Geschichte des Buchwesens im 18. und frühen 19. Jahrhundert. Metzler Verlag, Stuttgart 1984, ISBN 978-3-476-00556-4
- Wie Shakespeare durch Oldenburg reiste. Skizzen und Bilder aus der oldenburgischen Kulturgeschichte. Heinz Holzberg Verlag, Oldenburg 1986, ISBN 978-3-87358-275-0
- Spaziergänge durch Nietzsches Sils-Maria. Arche Verlag, Zürich 1994, (6. Auflage), ISBN 978-3-7160-2182-8
- Spaziergänge durch Lessings Wolfenbüttel. Arche Verlag, Zürich 1997, ISBN 978-3-7160-2228-3
- August Hermann Francke 1663–1727. Bibliographie seiner Schriften. Verlag der Franckeschen Stiftungen Halle im Max-Niemeyer-Verlag, Tübingen 2001, ISBN 978-3-484-84105-5
- … in mein Vaterland zurückgekehrt: Adolph Freiherr Knigge in Hannover 1787−1790. Wallstein Verlag, Göttingen 2002, ISBN 3-89244-639-3
- Mein expressionistisches Jahrzehnt. Anfänge in Marbach am Neckar. Arche Verlag, Zürich 2004, ISBN 978-3-7160-2328-0
- Zu Gast bei Max Brod – Eindrücke in Israel 1965. Niemeyer Verlag, Hameln 2004, ISBN 978-3-8271-8813-7
- Lessings Bucherwerbungen. Verzeichnis der in der Herzoglichen Bibliothek Wolfenbüttel angeschafften Bücher und Zeitschriften 1770–1781 (mit Barbara Strutz), Wallstein-Verlag, Göttingen 2004, ISBN 978-3-89244-830-3
- Spaziergänge durch Goethes Weimar. Arche Verlag, Zürich 2005, (10., aktualisierte Neuauflage), ISBN 978-3-7160-2256-6
- Das Historische Waisenhaus: Das Hauptgebäude der Franckeschen Stiftungen. (mit Thomas Müller-Bahlke), Verlag der Franckeschen Stiftungen, Halle (Saale) 2005, (2., veränderte Auflage), ISBN 978-3-931479-73-2
- Eva König (Hamburger Köpfe). Verlag Ellert & Richter, Hamburg 2005, ISBN 978-3-8319-0191-3
- Lessings Büchernachlaß: Verzeichnis der von Lessing bei seinem Tode in seiner Wohnung hinterlassenen Bücher und Handschriften 1781. (mit Barbara Strutz), Wallstein-Verlag, Göttingen 2007, ISBN 978-3-8353-0157-3
- Frühe Bücherjahre: Erinnerungen. Arche Verlag, Zürich 2007, ISBN 978-3-7160-2369-3
- Bibliosibirsk oder Mitten in Deutschland. Jahre in Wolfenbüttel. Arche Verlag, Zürich 2007, (2. Auflage). ISBN 978-3-7160-2139-2
- Leserleben: Geschichten von Fürsten, Sammlern, Gelehrten und anderen Lesern. Arche Verlag, Zürich 2008, ISBN 978-3-7160-2383-9
- Tradition und Innovation. Studien und Anmerkungen zur Bibliotheksgeschichte. Zeitschrift für Bibliothekswesen und Bibliographie. Sonderband 110. Mit einem Nachwort von Georg Ruppelt. Frankfurt am Main : Klostermann, 2013